# Miura 5
Miura 5 (ehemalig Arion 2) ist eine in Entwicklung befindliche zweistufige Trägerrakete für Starts von Kleinsatelliten in niedrige Erdumlaufbahnen des spanischen Weltraum-Start-ups PLD Space. Ein erster Start der Rakete wurde für 2025 angekündigt.

## Entwicklung
Im November 2018 gab PLD Space bekannt, dass sie ihr Raketen Konzept folgend auf eine 10 Monate lange Prüfung durch die Europäische Weltraumorganisation ändern würden. Ursprünglich war eine Nutzlastkapazität von 150 kg in eine 500 km Umlaufbahn vorgesehen, die Prüfung ergab, dass eine Nutzlast von 300 kg in dieselbe Umlaufbahn sinnvoller wäre. Außerdem änderte PLD den Namen der Rakete von „Arion 2“ auf „Miura 5“ unter anderem da dieser zu ähnlich zur europäischen Rakete „Ariane“ klang.
Die Technologie von Miura 5 soll zunächst auf der kleineren Höhenforschungsrakete Miura 1 des Unternehmens erprobt werden. Nach Angaben von PLD soll Miura 5 zu 70 % auf dem Design und der Technologie von Miura 1 basieren.
Die erste Stufe von Miura 5 soll mithilfe eines Fallschirmsystems geborgen werden können.
Im Januar 2024 gewann PLD Space eine Ausschreibung der spanischen Regierung zur Entwicklung einer Trägerrakete für kleine Satelliten. Dadurch bekam PLD Fördergelder in Höhe von 40,5 € Millionen. Dies folgte auf 1,5 € Millionen Fördergelder im Juli 2023 zur Ausreifung ihres Angebots an die spanische Regierung. Im Juli 2024 sicherte sich PLD ein Darlehen in Höhe von 31,2 € Millionen zur weiteren Entwicklung von Miura 5 von mehreren spanischen Banken sowie zur Expansion auf über 300 Mitarbeiter bis Ende 2024.

## Hersteller
PLD Space wurde 2011 von den beiden Spaniern Torres Verdú und Raúl Verdú gegründet. Mittlerweile beschäftigt das Unternehmen über 150 Mitarbeiter.